# Телем
Телем (др.-греч. Τήλεμος) — в древнегреческой мифологии сын Еврима, прорицатель у циклопов. Телем приплыл на Сицилию, чтобы предупредить циклопа Полифема, что Одиссей ослепит его. Полифем, уверенный в своей силе, посмеялся над его предсказанием, назвав его глупейшим из пророков.

— Горе! Сбылось надо мной предсказание древнее нынче!

Был здесь один предсказатель, прекрасный на вид и высокий,

Сын Еврима Телам, знаменитейший в людях провидец.

Жил и состарился он, прорицая циклопам в земле их.

Он предсказал мне, что это как раз и случится со мною, —

Что от руки Одиссея я зренье свое потеряю.
— Гомер, Одиссея, IX (пер. с древнегреческого В. Вересаева).